# Палестина Салутарис
Палестина Салутарис (лат. Palaestina Salutaris), или Палестина Терција (лат. Palaestina Tertia), је била византијска провинција која је захватала подручја од Негева (или Едом), Синај (осим северозападне обале) и југозападни Трансјордан, јужно од Мртвог мора. Провинција је била део дијецезе Исток, и била је одвојена од Арабије Патреје у 6. веку и проширена и постојала је све до муслиманских освајања у 7. веку.

## Позадина
Око 105. године територије источно од Дамаска и јужно од Црвеног мора анектирало је Набатејско краљевство и реформисало их у провинцију Арабија са престоницама у Петри и Бостри (северну и јужну). Покрајина (провинција) је проширена за време Септимија Севера у 195. године, а верује се да је подељена на две покрајине: Малу Арабију или Арабију Патрију и Велику Арабију, обе теритиријалне јединице биле су поверене царским изасланицима чије је звање било конзуларија, свака са по једном легијом.
У 3. веку, Набатејци су престали да пишу на Арамејском, и уместо њега почели да пишу на грчком, а до 4. века су делимично примили хришћанство, док је сам процес христијанизације је завршен у 5. веку.
Петра је брзо пропадала пред крајримске владавине, у великој мери због промена које су се односиле на поморске трговачке путеве. Око 363. године земљотрес је уништио многе грађевине, и онеспособио витални систем управљања водама.
Подручје је постало организовано током касног Римског царства као део дијецезе Исток (314.), у коју је укључена заједно са покрајинама као што су Исаврија, Киликија, Кипар, Еуфратенсис, Месопотамија, Осроена, Феникија и Арабија Патрија.
Византијске власти су у 4. веку увеле хришћанство међу становништво. Успостављени су градови на бази пољопривреде и број становника је порастао експоненцијално.  Под Византијом (од 390.), уследила је нова подела која је додатно поделила покрајину Киликију на Киликију Приму, Киликију Секунду; Сирија Палестина подељена је на Сирију Приму и Сирију Салутарис, Феникију Лебанесис, Палестину Приму, Палестину Секунду а накрају и Палестину Салутарис (у 6. веку).

## Историја
Палаестину Тертцију сачињавали су Негев, јужни Трансјордан, једним делом Арабија Петреа, и већина Синаја са Петром која је била стално место становања гувернера и Метрополитанског архиепископа.
Палестина Тертција је такође позната и као Палаестина Салутарис. Према наводима историчара Х.Х. Бена Сансона.
Муслимански Арапи су пронашли остатке Набатејаца у Трансјордану и Негеву трансформисаних у сељаке који су били доказ промене начина живота ка пољопривреди. Њихове земље су подељене између нових Кахтанита арапских племенских краљевства Византијских вазала, у Гасанидских Арапа и Химјарских вазала, Кинда арапске краљевине у Северној Арабији, формирајући делове покрајине Билад Ел Схам.

## Преглед епископа
Преглед древних епископа Палестине Салутарис или Палестине Терције (III) наведене u Annuario Pontificio као насловни, види:
- Аела (сада Акаба)
- Арад
- Ареополис (Раба)
- Ариндела
- Августополис у Палестини
- Бахата у Палестини
- Карак-Моба (Ел Карак)
- Елуса (Халуза)
- Лотапа у Палестини
- Петра у Палестини , Метрополитанска архиепископија. Сада у (Транс) (Јордану).
- Паран (Уади-Феиран)